# Robert Humphreys (Politiker)

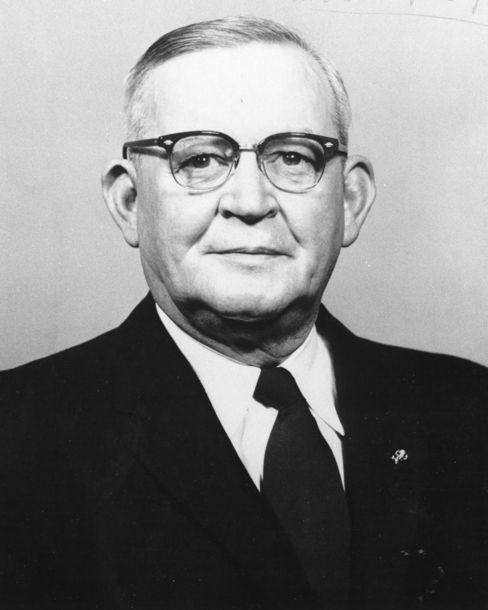
Robert Humphreys

Robert Humphreys (* 20. August 1893 in Fulgham, Hickman County, Kentucky; † 31. Dezember 1977 in Frankfort, Kentucky) war ein US-amerikanischer Politiker (Demokratische Partei), der den Staat Kentucky im US-Senat vertrat.

## Leben
Nach dem Schulbesuch studierte Humphreys zunächst an der University of Wisconsin, ehe er im Ersten Weltkrieg in Europa kämpfte und 1919 als First Sergeant aus der Armee ausschied. Im Anschluss arbeitete er als Apotheker in Mayfield und später in Frankfort.
1920 wurde Robert Humphreys ins Repräsentantenhaus von Kentucky gewählt, dem er ein Jahr lang angehörte. Von 1932 bis 1936 saß er im Staatssenat, wo er 1934 als Präsident pro tempore fungierte. Ab 1936 war er als Highway-Beauftragter Mitglied der Staatsregierung von Kentucky; dieses Amt bekleidete er bis 1940. Auch im Zweiten Weltkrieg diente er in der Armee: Von 1943 bis 1945 war er Captain im medizinischen Korps.
Von 1955 bis 1956 war Humphreys erneut Highway-Beauftragter von Kentucky, ehe er die Berufung zum US-Senator annahm. In Washington trat er die Nachfolge des früheren US-Vizepräsidenten Alben W. Barkley an, der am 30. April 1956 verstorben war. Robert Humphreys gehörte dem Senat vom 21. Juni bis zum 6. November 1956 an und bewarb sich nicht um eine Wiederwahl. Er kehrte nach Kentucky zurück und wurde wieder als Apotheker tätig.